# Basquetebol do Sport Clube Lusitânia
A equipa de Basquetebol da Sport Club Lusitânia é a secção que representa a dita agremiação em competições profissionais nacionais e internacionais, localizado em Angra do Heroísmo, Portugal. Manda seus jogos no Pavilhão Municipal de Angra do Heroísmo com capacidade para 1 326 adeptos.

## Histórico de épocas
| Época   | Nível | Liga    | TR | Res.  | PO  | Resultado           |
| ------- | ----- | ------- | -- | ----- | --- | ------------------- |
| 2009-10 | 2     | Proliga | 2  | 19-3  | 9-6 | Promovidocampeão    |
| 2010-11 | 1     | LPB     | 10 | 7-15  |     |                     |
| 2011-12 | 1     | LPB     | 6  | 11-11 | 4-3 | Semifinalista       |
| 2012-13 | 1     | LPB     | 8  | 8-12  | 0-3 | Quartas de finais   |
| 2013-14 | 1     | LPB     | 6  | 9-11  | 5-3 | Semifinalista       |
| 2014-15 | 1     | LPB     | 5  | 12-10 | 0-3 | Quartas de finais   |
| 2015-16 | 1     | LPB     | 8  | 11-5  | 0-3 | Quartas de finais   |
| 2016-17 | 1     | LPB     | 10 | 9-24  |     |                     |
| 2017-18 | 1     | LPB     | 8  | 16-16 | 0-3 | Quartos de finais   |
| 2018–19 | 1     | LPB     | 5  | 15-17 | 0-3 | Quartos de finais   |
| 2019-20 | 1     | LPB     | 9  | 9-13  |     | Cancelada (Covid19) |
| 2020-21 | 1     | LPB     | 6  | 17-9  | 1-3 | Quartos de finais   |

fonte:fpb.pt

## Artigos relacionados
- Liga Portuguesa de Basquetebol
- Proliga
- Seleção Portuguesa de Basquetebol Masculino